# Каувічен-Веллі
Регіональний округ Каувічен-Веллі (англ. Cowichan Valley) — регіональний округ в Канаді, у провінції Британська Колумбія.

## Населення
За даними перепису 2016 року, регіональний округ нараховував 83739 жителів, показавши зростання на 4,2 %, порівняно з 2011-м роком. Середня густина населення становила 24,1 осіб/км².
З офіційних мов обидвома одночасно володіли 4 975 жителів, тільки англійською — 77 715, тільки французькою — 15, а 210 — жодною з них. Усього 5,400 осіб вважали рідною мовою не одну з офіційних, з них 380 — одну з корінних мов, а 125 — українську.
Працездатне населення становило 57,4 % усього населення, рівень безробіття — 7,4 % (8,3 % серед чоловіків та 6,5 % серед жінок). 80,8 % були найманими працівниками, 17 % — самозайнятими.
Середній дохід на особу становив $41 760 (медіана $32 123), при цьому для чоловіків — $50 506, а для жінок $33 394 (медіани — $40 201 та $26 323 відповідно).
28,9 % мешканців мали закінчену шкільну освіту, не мали закінченої шкільної освіти — 18,1 %, 52,9 % мали післяшкільну освіту, з яких 30,1 % мали диплом бакалавра, або вищий, 365 осіб мали вчений ступінь.
| Статево-вікова структура населення | Статево-вікова структура населення | Статево-вікова структура населення | Статево-вікова структура населення | Статево-вікова структура населення |
| ---------------------------------- | ---------------------------------- | ---------------------------------- | ---------------------------------- | ---------------------------------- |
|                                    |                                    |                                    |                                    |                                    |
| Всього                             | Всього                             | 49,0%51,0%                         |                                    |                                    |
| 0 — 14 років                       | 0 — 14 років                       |                                    | 14,7%                              | 14,7%                              |
| 15 — 64 років                      | 15 — 64 років                      |                                    | 61,3%                              | 61,3%                              |
| 65 і більше                        | 65 і більше                        |                                    | 24%                                | 24%                                |
| 85 і більше                        | 85 і більше                        |                                    | 2,8%                               | 2,8%                               |
| 100 і більше                       | 100 і більше                       |                                    | 0%                                 | 0%                                 |
| Середній вік (років)               | Середній вік (років)               | 45,246,3                           | 45,7                               | 45,7                               |
| Медіана (років)                    | Медіана (років)                    | 49,250,4                           | 49,9                               | 49,9                               |
| — чоловіки — жінки                 |                                    |                                    |                                    |                                    |

| Походження мешканців:     | Походження мешканців:     | Походження мешканців: | Походження мешканців: | Походження мешканців: |
| ------------------------- | ------------------------- | --------------------- | --------------------- | --------------------- |
| Походження                |                           |                       | осіб                  | %                     |
| Корінні американці        | Корінні американці        |                       | 10 540                | 12.87%                |
| Інше північноамериканське | Інше північноамериканське |                       | 22 815                | 27.86%                |
| Європейське               | Європейське               |                       | 64 810                | 79.15%                |
| британське                | британське                |                       | 50 200                | 61.31%                |
| французьке                | французьке                |                       | 8 530                 | 10.42%                |
| українське                | українське                |                       | 4 200                 | 5.13%                 |
| Карибське                 | Карибське                 |                       | 265                   | 0.32%                 |
| Латинськоамериканське     | Латинськоамериканське     |                       | 475                   | 0.58%                 |
| Африканське               | Африканське               |                       | 505                   | 0.62%                 |
| Азійське                  | Азійське                  |                       | 3 790                 | 4.63%                 |
| Океанійське               | Океанійське               |                       | 605                   | 0.74%                 |

| Зайнятість населення за галузями (за класифікацією NOC): | Зайнятість населення за галузями (за класифікацією NOC): | Зайнятість населення за галузями (за класифікацією NOC): | Зайнятість населення за галузями (за класифікацією NOC): | Зайнятість населення за галузями (за класифікацією NOC): |
| -------------------------------------------------------- | -------------------------------------------------------- | -------------------------------------------------------- | -------------------------------------------------------- | -------------------------------------------------------- |
|                                                          |                                                          |                                                          |                                                          |                                                          |
| Управління                                               | Управління                                               |                                                          | 11,4%                                                    | 11,4%                                                    |
| Бізнес, фінанси та адміністрування                       | Бізнес, фінанси та адміністрування                       |                                                          | 13,1%                                                    | 13,1%                                                    |
| Природничі та прикладні науки                            | Природничі та прикладні науки                            |                                                          | 5,3%                                                     | 5,3%                                                     |
| Охорона здоров'я                                         | Охорона здоров'я                                         |                                                          | 7,3%                                                     | 7,3%                                                     |
| Освіта, правозахист, муніципальні та урядові служби      | Освіта, правозахист, муніципальні та урядові служби      |                                                          | 11,1%                                                    | 11,1%                                                    |
| Мистецтво, культура, відпочинок та спорт                 | Мистецтво, культура, відпочинок та спорт                 |                                                          | 3,1%                                                     | 3,1%                                                     |
| Роздрібна торгівля та послуги                            | Роздрібна торгівля та послуги                            |                                                          | 23,1%                                                    | 23,1%                                                    |
| Гуртова торгівля, транспорт та обладнання                | Гуртова торгівля, транспорт та обладнання                |                                                          | 17,9%                                                    | 17,9%                                                    |
| Природні ресурси, сільське господарство                  | Природні ресурси, сільське господарство                  |                                                          | 4,1%                                                     | 4,1%                                                     |
| Виробництво                                              | Виробництво                                              |                                                          | 3,5%                                                     | 3,5%                                                     |

## Населені пункти
До складу регіонального округу входять місто Данкан, містечка Лейк-Каувічен, Ледісміт, муніципалітет Норт-Каувічен, індіанські резервації Чемайнус 13, Ойстер-Бей 12, Тейк 2, Тсуссі 6, Галалт 2, Малагат 11, Малачан 11, Царт-Аям 5, Скав-Гей-Ван 11, Іст-патролас 4, Каувічен-Лейк, Кіл-па-лас 3, а також хутори, інші малі населені пункти та розосереджені поселення.

## Клімат
Середня річна температура становить 7,9 °C, середня максимальна — 19,1 °C, а середня мінімальна — -4 °C. Середня річна кількість опадів — 2 362 мм.
| Клімат поселення                              | Клімат поселення | Клімат поселення | Клімат поселення | Клімат поселення | Клімат поселення | Клімат поселення | Клімат поселення | Клімат поселення | Клімат поселення | Клімат поселення | Клімат поселення | Клімат поселення | Клімат поселення |
| Показник                                      | Січ.             | Лют.             | Бер.             | Квіт.            | Трав.            | Черв.            | Лип.             | Серп.            | Вер.             | Жовт.            | Лист.            | Груд.            |                  |
| Середній максимум, °C                         | 5,94             | 7,30             | 9,11             | 11,49            | 14,64            | 17,32            | 18,53            | 19,11            | 16,09            | 11,53            | 6,97             | 4,12             |                  |
| Середня температура, °C                       | 0,97             | 2,34             | 4,12             | 6,52             | 9,67             | 12,35            | 15,59            | 16,17            | 13,15            | 8,60             | 4,03             | 1,18             |                  |
| Середній мінімум, °C                          | −4               | −2,62            | −0,84            | 1,56             | 4,71             | 7,39             | 12,64            | 13,22            | 10,21            | 5,65             | 1,08             | −1,78            |                  |
| Норма опадів, мм                              | 376              | 271              | 235              | 159              | 96               | 71               | 41               | 60               | 67               | 233              | 391              | 362              |                  |
| Середньомісячна швидкість вітру, м/с          | 2.81             | 2.70             | 2.88             | 2.96             | 2.91             | 2.97             | 2.79             | 2.50             | 2.20             | 2.38             | 2.79             | 2.71             |                  |
| Середньомісячна сонячна радіація, кДж/м²·день | 3173             | 5963             | 9695             | 14441            | 18198            | 19354            | 20583            | 17686            | 12971            | 7085             | 3575             | 2524             |                  |
| --------------------------------------------- | ---------------- | ---------------- | ---------------- | ---------------- | ---------------- | ---------------- | ---------------- | ---------------- | ---------------- | ---------------- | ---------------- | ---------------- | ---------------- |
| Джерело:                                      |                  |                  |                  |                  |                  |                  |                  |                  |                  |                  |                  |                  |                  |